# La Haye-Aubrée
La Haye-Aubrée és un municipi francès situat al departament de l'Eure i a la regió de Normandia. L'any 2007 tenia 416 habitants.

## Demografia

### Població
El 2007 la població de fet de La Haye-Aubrée era de 416 persones. Hi havia 156 famílies, de les quals 28 eren unipersonals (4 homes vivint sols i 24 dones vivint soles), 68 parelles sense fills, 44 parelles amb fills i 16 famílies monoparentals amb fills.
La població ha evolucionat segons el següent gràfic:
Habitants censats

### Habitatges
El 2007 hi havia 184 habitatges, 155 eren l'habitatge principal de la família, 23 eren segones residències i 6 estaven desocupats. 179 eren cases i 3 eren apartaments. Dels 155 habitatges principals, 129 estaven ocupats pels seus propietaris, 22 estaven llogats i ocupats pels llogaters i 4 estaven cedits a títol gratuït; 1 tenia una cambra, 2 en tenien dues, 19 en tenien tres, 41 en tenien quatre i 92 en tenien cinc o més. 135 habitatges disposaven pel capbaix d'una plaça de pàrquing. A 61 habitatges hi havia un automòbil i a 84 n'hi havia dos o més.

### Piràmide de població
La piràmide de població per edats i sexe el 2009 era:
| Homes | Edats   | Dones |
| ----- | ------- | ----- |
| 0     | 95 o +  | 4     |
| 0     | 90 a 94 | 0     |
| 4     | 85 a 89 | 0     |
| 8     | 80 a 84 | 0     |
| 0     | 75 a 79 | 12    |
| 8     | 70 a 74 | 8     |
| 16    | 65 a 69 | 12    |
| 8     | 60 a 64 | 16    |
| 12    | 55 a 59 | 16    |
| 12    | 50 a 54 | 8     |
| 20    | 45 a 49 | 28    |
| 4     | 40 a 44 | 4     |
| 12    | 35 a 39 | 8     |
| 20    | 30 a 34 | 16    |
| 8     | 25 a 29 | 4     |
| 0     | 20 a 24 | 12    |
| 8     | 15 a 19 | 8     |
| 16    | 10 a 14 | 8     |
| 12    | 5 a 9   | 12    |
| 12    | 0 a 4   | 8     |

## Economia
El 2007 la població en edat de treballar era de 262 persones, 195 eren actives i 67 eren inactives. De les 195 persones actives 179 estaven ocupades (103 homes i 76 dones) i 16 estaven aturades (6 homes i 10 dones). De les 67 persones inactives 22 estaven jubilades, 22 estaven estudiant i 23 estaven classificades com a «altres inactius».

### Ingressos
El 2009 a La Haye-Aubrée hi havia 163 unitats fiscals que integraven 449 persones, la mediana anual d'ingressos fiscals per persona era de 18.902 €.

### Activitats econòmiques
Dels 7 establiments que hi havia el 2007, 2 eren d'empreses de construcció, 1 d'una empresa d'hostatgeria i restauració, 3 d'empreses de serveis i 1 d'una empresa classificada com a «altres activitats de serveis».
Dels 4 establiments de servei als particulars que hi havia el 2009, 2 eren paletes, 1 perruqueria i 1 restaurant.
L'any 2000 a La Haye-Aubrée hi havia 34 explotacions agrícoles que ocupaven un total de 510 hectàrees.

## Poblacions més properes
El següent diagrama mostra les poblacions més properes.